# دانشگاه بین‌المللی دریای سیاه
دانشگاه بین‌المللی دریای سیاه (به لاتین: International Black Sea University) یک دانشگاه در گرجستان است که در تفلیس واقع شده‌است.